# Franz Bahr
Franz Bahr (* 22. Juli 1966 in Köln) ist ein deutscher Metallbildhauer. Er lebt und arbeitet in Köln.

## Leben und Wirken
Franz Bahr studierte nach einer Lehre zum Maschinenschlosser 1991 Metallbildhauerei an der Fachhochschule Köln bei Anton Berger. Bis 1997 studierte er an der International School of Design in Köln und schloss mit dem Diplom zum Designer ab. An der Rheinischen Fachhochschule Köln erwarb er in der Zeit von 1997 bis 2001 das Diplom zum Kaufmann. Bahr nahm an vielen Ausstellungen, wie zum Beispiel in Gladbeck, Hamburg, Lünen oder Köln teil.